# Steffinsche Sammlung
Die Steffinsche Sammlung ist eine Sammlung von Gedichten des deutschen Dichters und Dramatikers Bertolt Brecht.

## Entstehung
Margarete Steffin war Brechts Mitarbeiterin und Geliebte. Sie stellte verschiedene Gedichte Brechts zusammen, die dieser 1941, nachdem Steffin gestorben war, mit dem Vermerk Steffin'sche Sammlung versah. Aus einer weiteren Anmerkung Brechts geht hervor, dass die Gedichte ab 1937 in Dänemark, Schweden und Finnland geschrieben wurden. In den USA entstanden 1942 neue Fassungen der Sammlung, einige Gedichte wurden hier gemeinsam mit Hanns Eisler überarbeitet und die meisten von diesem vertont. 1948 plante Brecht eine Herausgabe seiner Exilgedichte beim Aufbau-Verlag, die nicht zustande kam. Hierzu stellte er die Steffinsche Sammlung nochmals neu zusammen.

## Inhalt
Die Sammlung trägt das Motto: Dies ist nun alles und ist nicht genug....

Sie enthält folgende Gedichte:
- Frühling 1938 (1-3), Der Kirschdieb, 1940 (1-8), An die dänische Zufluchtsstätte, Finnische Gutsspeisekammer 1940, Gedenktafeln für im Krieg des Hitler gegen Frankreich gefallene (1-2), Gedenktafel für 4000, die im Krieg des Hitler gegen Norwegen versenkt wurden
- Aus den Chroniken Das Pferd des Ruuskanen
- Aus den Visionen Parade des alten Neuen, Die Niederkunft der großen Babel, Der Steinfischer, Der Kriegsgott, Appell der Laster und Tugenden
- Anhang [Bei der Überarbeitung 1948 durch den Autor ausgesonderte Gedichte] 5.(Im Bade)
  - Finnische Epigramme Auf den kleinen Radioapparat, Die Pfeifen, Ich lese von der Panzerschlacht
  - Sonett Finnische Landschaft
  - Aus den Visionen Der Disput anno Domini 1938

## Hintergrund
Die Gedichte der Sammlung schließen zeitlich an die Svendborger Gedichte an, sie haben insgesamt etwa ein Drittel von deren Umfang. Es fehlen hier direkte „Deutschlandgedichte“, auch das Motto bleibt mit „euch“ bei der Adressierung unbestimmt. Das Thema Krieg dagegen ist in den Gedichten überall gegenwärtig, „Ich bin noch da“ ist Brechts Botschaft und das wenige, das vorhanden sei („..und ist nicht genug“), gebe er weiter.